# Drauradweg

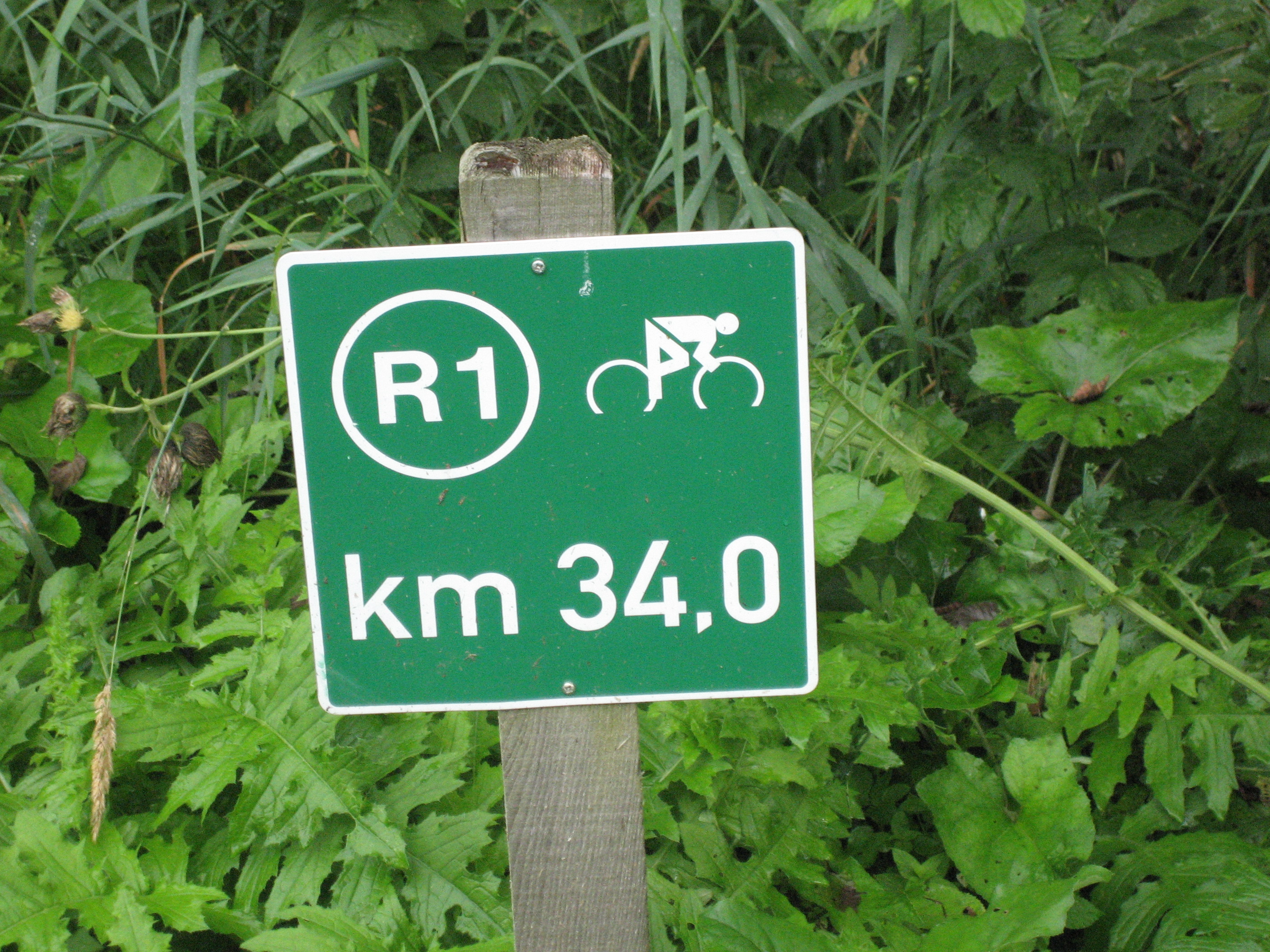
Eine Tafel am Drauradweg in Osttirol

Der Drauradweg (R1) (ital.: Ciclabile della Drava, slow.: Dravska kolesarska pot) ist ein Radfernweg entlang der Drau.
Der Drauradweg ist im österreichischen Teil ein mit fünf Sternen ausgezeichneter Fernradwanderweg, der die Länder Italien (Südtirol), Österreich (Osttirol und Kärnten) mit Slowenien, Kroatien und Ungarn entlang des Flusses Drau verbindet.
In seinem italienischen Teil sind es gerade mal 13 km, in Österreich fährt man gute 270 km, während die anschließenden Kilometer durch Slowenien (144 km), Kroatien (runde 100 km) und Ungarn (etwas mehr als 200 km) 450 km des Streckenverlaufs ausmachen. Gesamt können Radler also 750 km entlang der Drau reisen.

## Geschichte
Der Drauradweg wurde im Zuge des Baus von Draukraftwerken in den 1980er Jahren errichtet. Die Dammwege dienten zuerst als Zufahrten zu den Kraftwerksbaustellen. Der erste Abschnitt Spittal an der Drau–Völkermarkt erhielt 1990 die Bezeichnung R1. Erweiterungen, Lückenschlüsse und Rastplätze folgten, teilweise als Interreg-Projekt.
Beim Unwetter im Oktober 2018 wurde der Radweg in Osttirol abschnittsweise komplett zerstört. Ab Ende Mai 2019 war er wieder durchgehend befahrbar.

## Streckenverlauf
Der Radweg beginnt am Bahnhof Toblach, nahe der Quelle der Drau, wo er an das Südtiroler Radwegenetz angeschlossen und dort Teil der Radroute 3 „Pustertal“ ist. Er führt dann durch das Pustertal bis Lienz und von dort weiter durch Kärnten an Berg im Drautal, Villach und Völkermarkt vorbei nach Maribor in Slowenien. Ein Ausbau des Radweges bis zur Mündung der Drau in die Donau ist geplant.
Ab Sillian bis Lienz geht es sehr viel bergab. Ab Lienz ist es relativ flach, nach Ferlach wird es zum Teil auch hügeliger.
Die Strecke verläuft weitgehend auf asphaltierten, landwirtschaftlichen Nebenwegen, teilweise auf Radwegen an Bundesstraßen, verkehrsberuhigten Gemeindestraßen oder auf offen gelassenen, gekiesten Naturwegen in unmittelbarer Flussnähe.
Zum genauen Streckenverlauf empfiehlt sich eine Radwegekarte, auch eine Routenführung beim ADFC ist online abzurufen.
Während die italienischen und österreichischen Streckenabschnitte eine optimale touristische Versorgung anbieten, ist der osteuropäische Streckenverlauf durch die pannonische Tiefebene südlich von Budapest trotz bestehender Beschilderung noch wenig touristisch erschlossen.
Eine Anbindung an das österreichische Radfernwegenetz, wie z. B. die Verbindung zum Mur- oder Möllradweg besteht ebenso wie die Verbindung zum ungarischen Teil des Radfernweges entlang der Donau Richtung Schwarzes Meer oder Budapest.

### Südtirol
Wenn man nicht die Anreise mit zusätzlichen 70 km über Brixen/Italien entlang der Rienz wählen möchte, beginnt die Reise am Bahnhof von Toblach in Italien. Ein Anschluss an das Südtiroler Radwegenetz besteht und die Beschilderung ist den italienischen Gepflogenheiten angepasst in grünen Schildern mit weißer Schrift.
Es empfiehlt sich, kurz hinter Toblach die gut ausgeschilderte Quelle zu besuchen und sich über den Streckenverlauf, das Wassereinzugsgebiet und die sog. Wasserscheide zwischen Adria und Schwarzem Meer im Toblacher Feld zu informieren.

### Osttirol
In Osttirol ist der Radweg als R1 auf grünen Tafeln mit weißer Schrift ausgewiesen.

### Kärnten

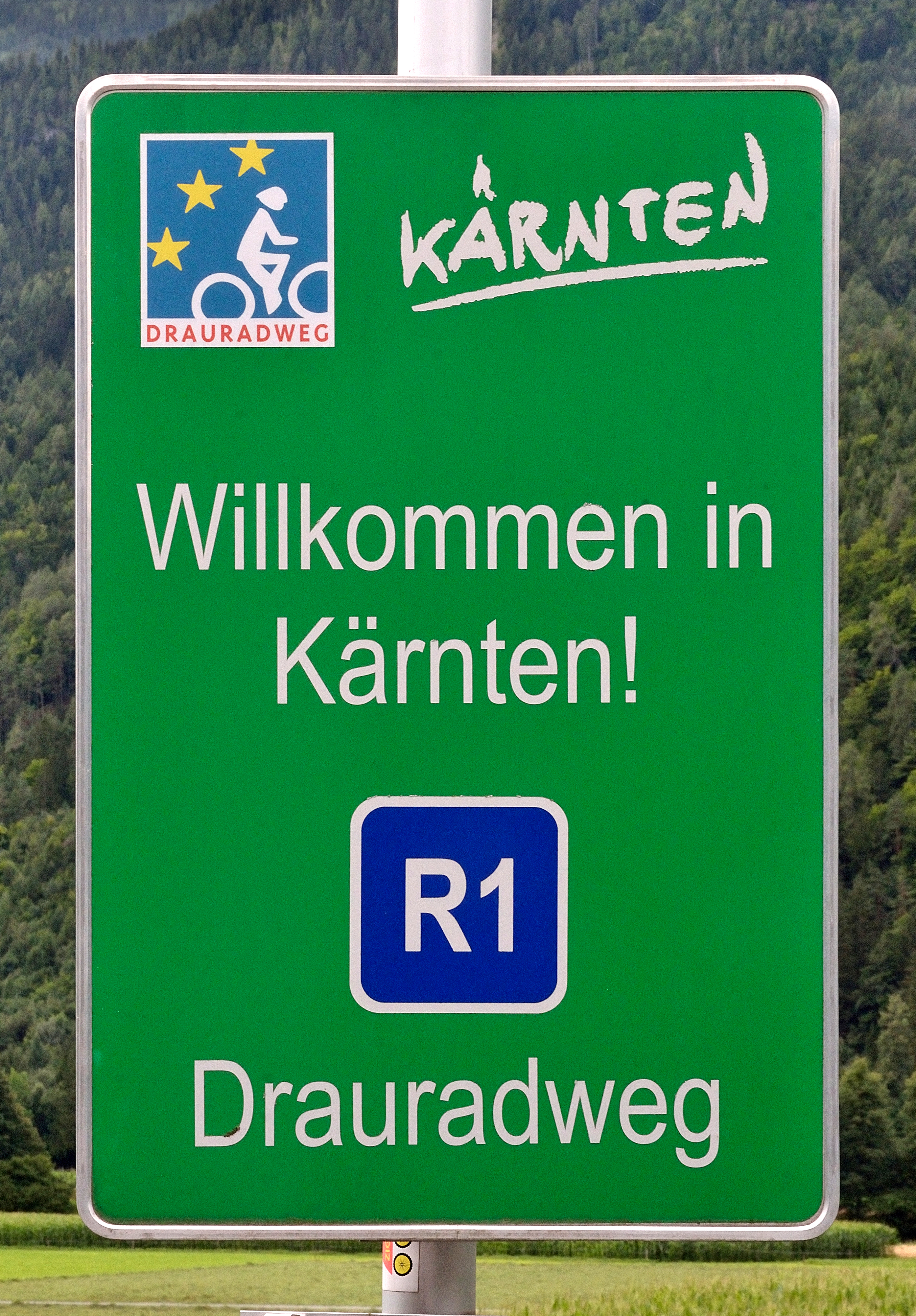
Oberdrauburg: Eintritt des Drauradweges nach Kärnten

Der Kärntner Teil des Drauradweges ist 228 km lang. In Kärnten erfolgt die Beschilderung ebenfalls als R1 zunächst in Grüntönen und wechselt dann auf braune Beschilderung mit weißer Schrift.
Der Streckenverlauf im Oberen Drautal ist durch zahlreiche Unterkünfte und Gastronomiebetriebe touristisch gut erschlossen und bietet zusätzliche Ausflugsziele abseits des Radwegs – wie die Ochsenschlucht in Berg im Drautal und den Badesee Greifenburg.
Varianten
In Kärnten gibt es folgende Varianten:
- R1A Amlacher Radweg: Folgt der Drau rechts von Dellach über Amlach nach Lind[12]
- R1B Faaker See Radweg: Von Villach über Faaker See und Ledenitzen zum R1C Rosental Radweg[13]
- R1C Rosental Radweg: Vom R3 Gailtal-Radweg bei Müllnern über Ledenitzen nach St. Jakob zum Drauradweg[14]
- R1D Jauntal Radweg: Vom R1 bei Goritschach südlich durch das Jauntal; Rückkehr zum R1 bei Aich[15]
- R1E Seeberg Radweg: Vom R1 bei Völkermarkt über das Jaunfeld und durch das Vellachtal nach Eisenkappel[16]
- R1F Klopeinersee Radweg: Vom R1 bei Seidendorf über Klopeiner See, Eberndorf und Köpping zum R1D Jauntal Radweg bei Jaunstein[17]
- R1G Edlinger Radweg: Vom R1 bei Ratschitschach über Mittlern zum R1D Jauntal Radweg bei St. Michael[18]
- R1H Wasserhofner Radweg: Vom R1E Seeberg Radweg bei der Draubrücke der B82 Seeberg Straße über St. Lorenzen zum R1F Klopeiner See Radweg bei Wasserhofen[19]
- R1K St. Martiner Radweg:Vom R1 bei St. Ulrich über St. Niklas und St. Martin zum R1 beim Kraftwerk Rosegg[20]

### Slowenien
In Slowenien wechselt die Beschilderung zu blauen Schildern mit weißer Schrift. Der Abschnitt von der österreichischen Grenze bei Unterdrauburg bis Marburg wird als D3 geführt. Der Abschnitt von Marburg bis Pettau ist Teil des D5. Der Abschnitt von Pettau zur kroatischen Grenze bei Friedau wird als D6 geführt.

## Bahnanbindung
Von Wien Hauptbahnhof nach Sillian ist die Anreise per Bahn mehrmals täglich möglich, mit Umsteigen in Lienz oder in Franzensfeste.
Auch der Ausgangspunkt in Toblach ist mit der Bahn (von Lienz, Innsbruck und Bozen) direkt erreichbar.
Die Rückfahrt ist meistens nicht sehr schwer, da der Radweg ab Innichen bis Völkermarkt entlang der Südbahn geht. In Maribor kann man über Graz auch nach Österreich kommen.

## Bildergalerie

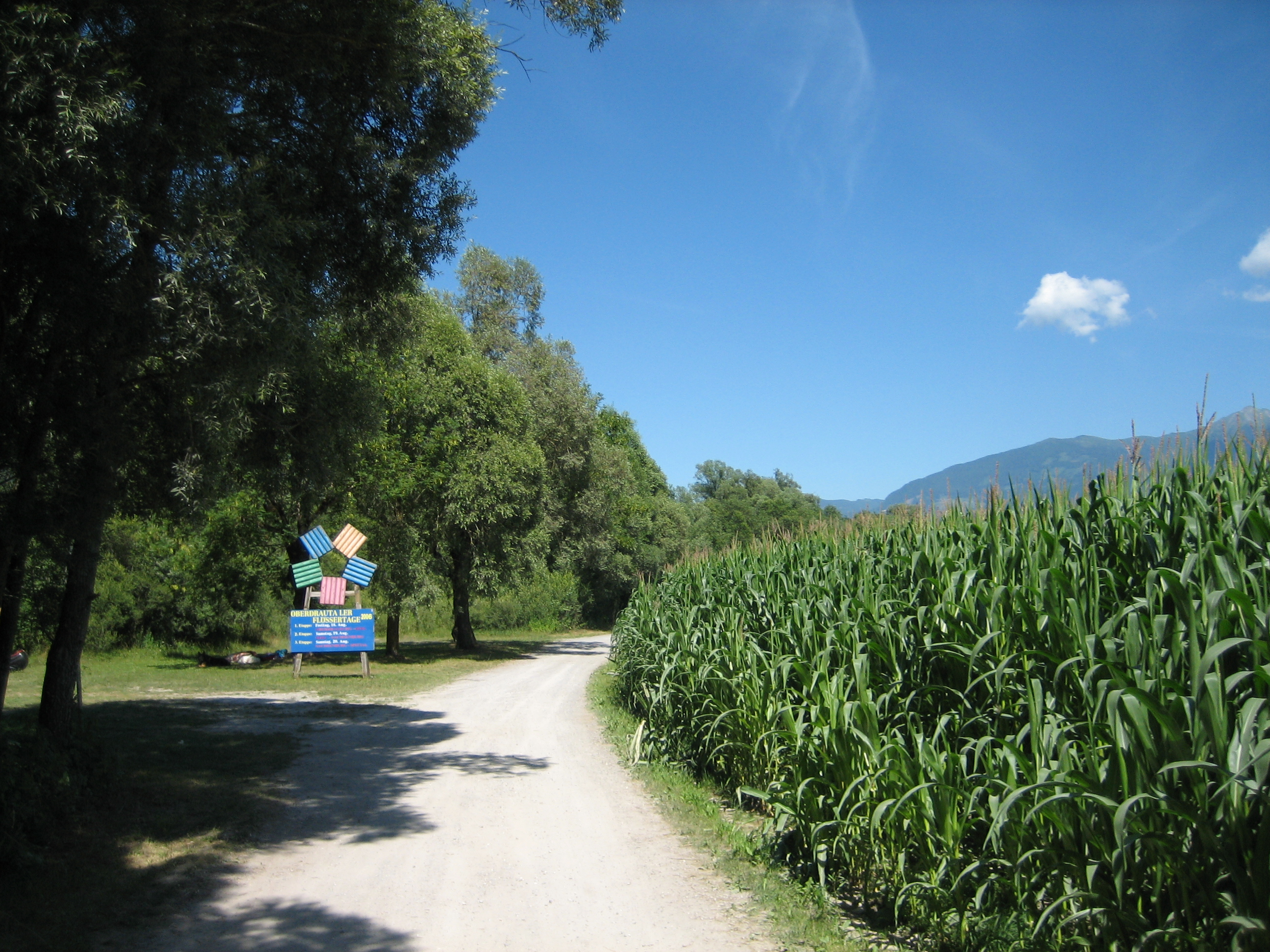
Drauradweg R1 bei Radlach
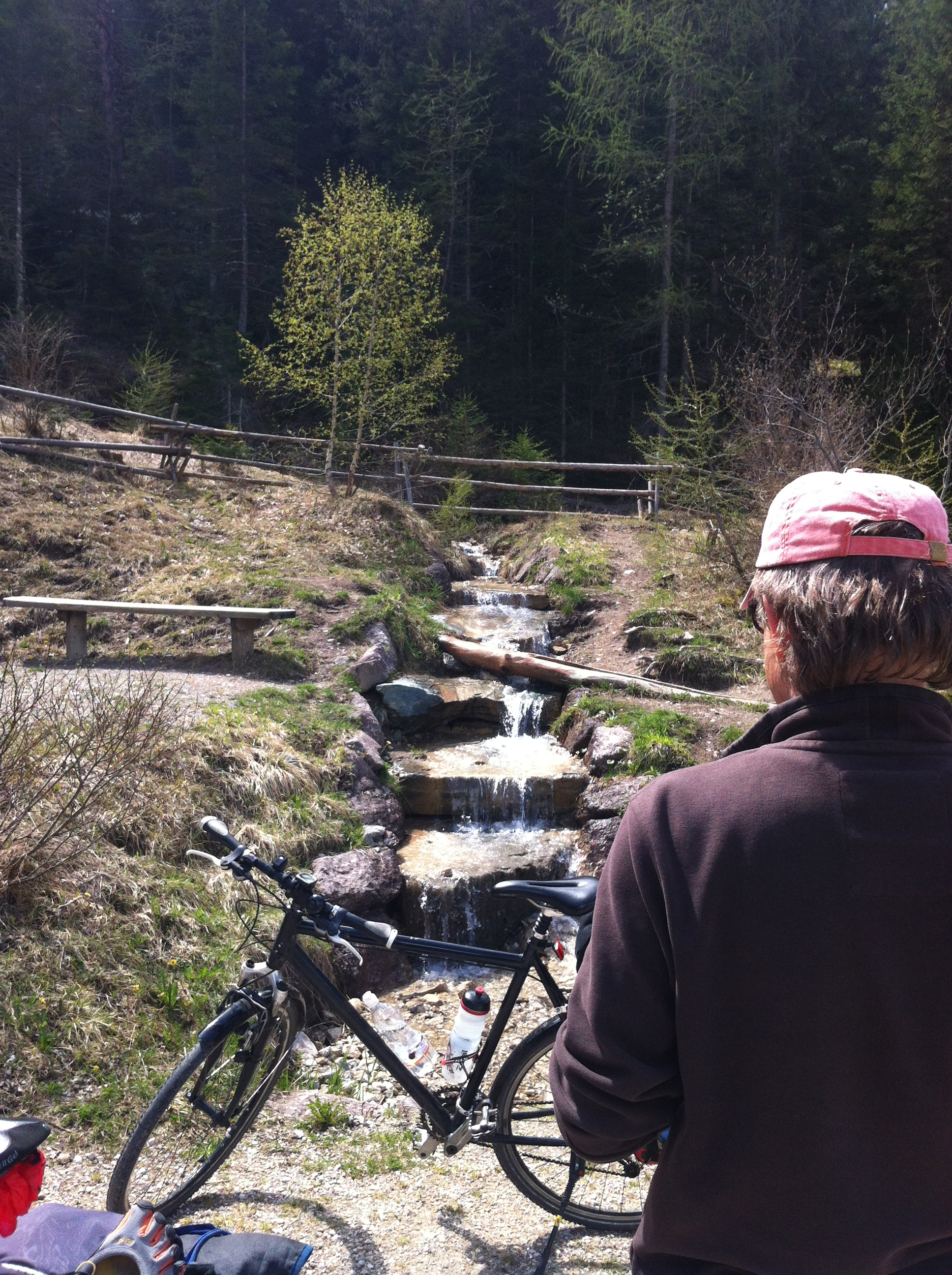
Drauquelle zwischen Toblach und Innichen
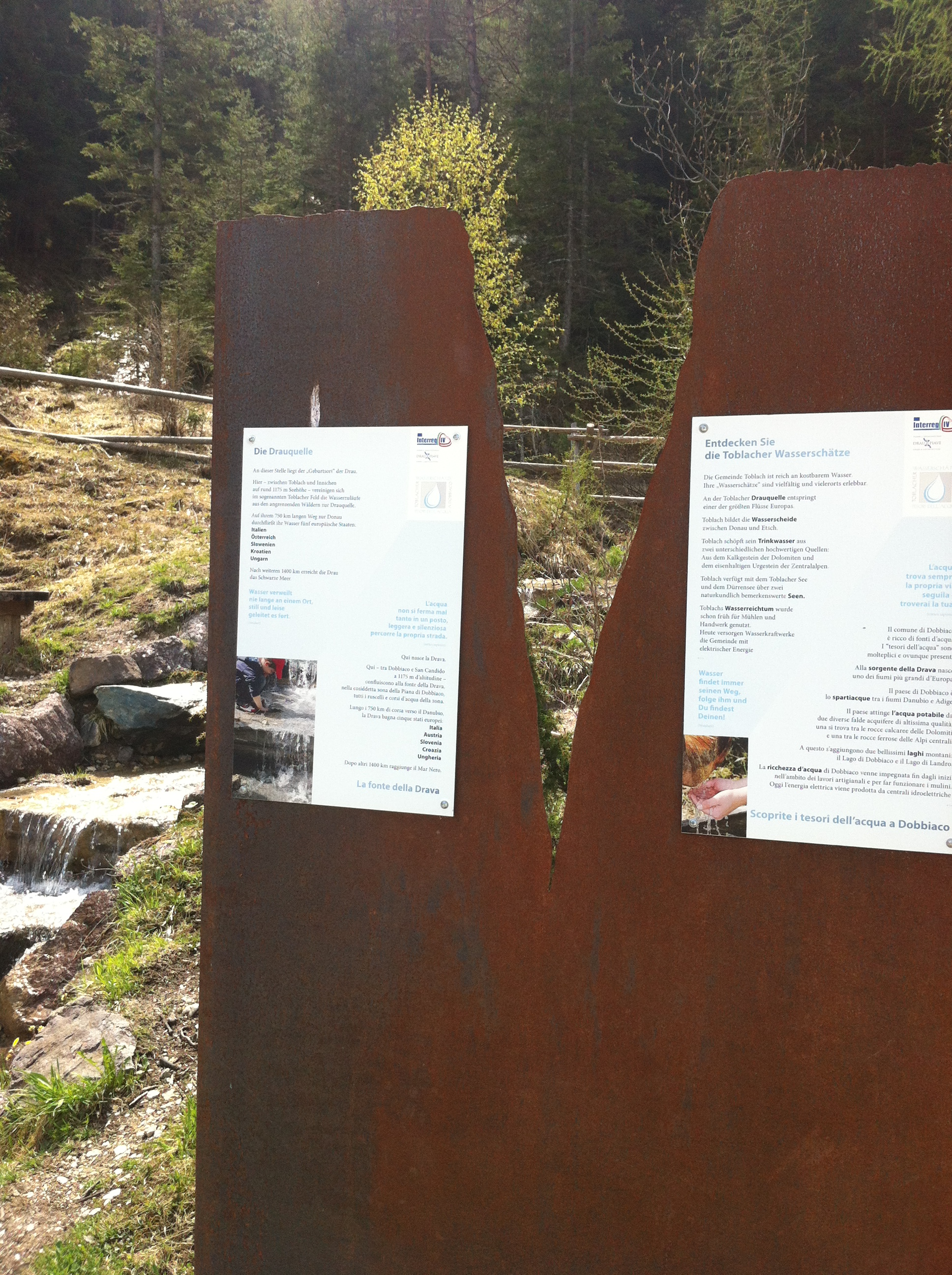
Wegweiser zur Drauquelle